# Rob Groener
Rob Groener (Glanerbrug, Países Bajos, 19 de septiembre de 1945), exfutbolista neerlandés (jugó de defensa) y entrenador retirado. Dirigió a las selecciones de Surinam y Antillas Neerlandesas.

## Trayectoria como jugador
Groener debutó en el fútbol amateur de su país, en el DOS '19, siendo inclusive convocado para la selección amateur de los Países Bajos. Posteriormente fue contratado por el Heracles Almelo donde terminó abruptamente su carrera después de una lesión (doble fractura de la pierna) acaecida durante un partido contra el SC Heerenveen, el 7 de febrero de 1971.

## Trayectoria como entrenador
Greener comenzó como preparador físico al servicio del FC Twente. De 1974 a 1978 fue entrenador del Quick '20, club amateur de Oldenzaal. En 1978 obtuvo su diploma de entrenador de fútbol. Su primera experiencia como director técnico tuvo lugar en Surinam ya que fue el seleccionador de dicho país entre 1978 y 1979. Bajo su conducción, Surinam se hizo con el Campeonato de la CFU de 1978. En 1981 regresó al Quick '20.
En junio de 1981, Groener firmó un contrato de un año como entrenador del FC Twente, extendiéndolo por un año más en febrero de 1982. Para su primera temporada, Twente finalizó en el 12° lugar de la Eredivisie 1981/82. Sin embargo los resultados empeoraron en la siguiente temporada lo que motivó su despido en noviembre de 1982. Twente terminaría siendo relegado en esa temporada.
De 1983 a 1985 Groener fue el entrenador de la selección de fútbol de las Antillas Neerlandesas. Al regresar a los Países Bajos nuevamente regresó al Quick '20 y más tarde probó su suerte en el fútbol alemán, concretamente en el VfL Herzlake de la Oberliga.
A partir de 1992 se desempeñó como director deportivo sucesivamente en el FC Emmen, Cambuur Leeuwarden y Heracles Almelo, club que terminó por dejar en 1998, tras muchas críticas internas contra su actuación.

## Trayectoria como agente
Después de su carrera como entrenador, Groener fue agente FIFA. Sus clientes incluyeron a los internacionales Marko Arnautović, Georgios Samaras, el exjugador sub-21 alemán Peter Niemeyer y el entrenador Jan de Jonge.